# Estació d'Hirson-Écoles
L'estació d'Hirson-Écoles és una estació ferroviària situada al municipi francès d'Hirson (al departament de l'Aisne).
És servida pels trens del TER Picardie i el TER Nord-Pas-de-Calais.
| Provinença     | Estació anterior | Línia                  | Estació següent | Destinació |
| -------------- | ---------------- | ---------------------- | --------------- | ---------- |
| Lille-Flandres | Anor             | TER Nord-Pas-de-Calais | Hirson          | Hirson     |
| Laon           | Hirson           | TER Picardie           | Fourmies        | Fourmies   |